# Mika Monto
Mika Monto (* 20. März 1976 in Hyvinkää) ist ein ehemaliger finnischer Squashspieler und heutiger -trainer.

## Karriere
Mika Monto spielte von 1995 bis 2003 auf der PSA World Tour und erreichte auf dieser sechsmal ein Endspiel. Seine höchste Platzierung in der Weltrangliste erreichte er mit Rang 45 im Dezember 2001.
Mit der finnischen Nationalmannschaft nahm er 1995, 1997, 1999, 2001, 2007 und 2013 (ohne Einsatz) an Weltmeisterschaften teil. Auch gehörte er mehrfach zum finnischen Aufgebot bei Europameisterschaften und wurde mit der Mannschaft 1998 Vizeeuropameister. Zwischen 1998 und 2002 stand er dreimal im Hauptfeld einer Weltmeisterschaft im Einzel, bei allen Teilnahmen schied er in der ersten Runde aus. 1999 wurde er finnischer Meister. Nach seiner aktiven Karriere war er unter anderem auch als Nationaltrainer Finnlands und Malaysias tätig.

## Erfolge
- Vizeeuropameister mit der Mannschaft: 1998
- Finnischer Meister: 1999